# Gedachteniskapel (Horst)
De Gedachteniskapel is een kapel en oorlogsmonument in Horst in de Nederlands Noord-Limburgse gemeente Horst aan de Maas. De kapel staat op het oude kerkhof aan de Kloosterstraat midden in het dorp.

## Geschiedenis
In 1947 werd de kapel gebouwd om de mensen uit Horst die tijdens de Tweede Wereldoorlog omgekomen waren te gedenken. Op 20 november 1947 werd de kapel onthuld.

## Bouwwerk
De wit geschilderde bakstenen kapel is opgetrokken op een rechthoekig plattegrond en wordt gedekt door een lessenaarsdak met rode pannen. De kapel is open uitgevoerd waarbij het dak aan de voorzijde rust op twee kolommen en aan de achterzijde op de (versmalde) achtergevel. De achtergevel steekt ver boven het dak uit en op de voorzijde is in zwarte letters een tekst aangebracht:

ter gedachtenis
1940-1945

Aan de binnenzijde zijn op de zuilen twee hardstenen plaquettes aangebracht met daarop de namen van de oorlogsslachtoffers. Tegen de achterwand is het altaar geplaatst. Op het altaar is een kruis geplaatst waarop een keramische corpus bevestigd is.